# Sirt

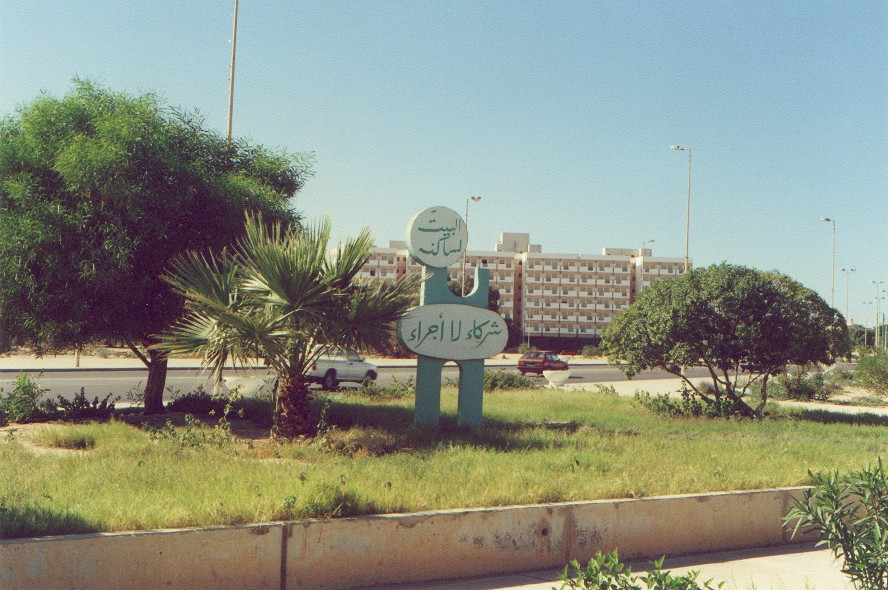
Một cảnh quan tại Sirt, Libya

Sirt, hay còn được chuyển tự thành Surt, Sirte hay Syrte (tiếng Ả Rập: سرت, phát âmⓘ, bắt nguồn từ tiếng Hy Lạp cổ: Σύρτις) là một thành phố ở Libya, nằm trong quận Surt. Thành phố này từng là nơi đặt trụ sở của một số cơ quan chính quyền quan trọng cấp quốc gia và là nơi sinh của nhà lãnh đạo Libya bị lật đổ, Muammar al-Gaddafi. Thành phố nằm tại bờ biển phía nam Vịnh Sidra (Syrtis Maior thời cổ, nguồn gốc của tên Sirt). Sirt nằm giữa Tripoli và Benghazi.

## Quỹ Dân chủ Liên Hợp Quốc
Quỹ Dân chủ Liên Hợp Quốc (UNDEF) được Tổng Thư ký Liên hiệp Quốc Kofi Annan thành lập vào tháng 7 năm 2005 tại hội nghị thượng đỉnh Liên minh châu Phi ở Sirt.

## Dời thủ đô Libya
Có một số nỗ lực để di chuyển thủ đô của Libya tới Sirt trong thời kỳ cầm quyền của nhà lãnh đạo Libya Muammar Gaddafi. Khi đó, có nhiều trụ sở cấp bộ nằm ở Sirt hơn là tại Tripoli, cũng như Palais des Congrès, trung tâm hội nghị lớn nhất Bắc Phi, và Làng Hiếu Khách. Việc này có nhiều lý do. Trước tiên, Sirt nằm giữa Tripolitania và Cyrenaica, và Cyrenaica là một vùng sung túc hơn và đi theo xu hướng độc lập với chính phủ tại Tripoli. Sau nữa, điều này sẽ thu hút dân cư từ khu vực Tripoli đông đúc.

## Nổi dậy 2011 ở Libya
Trong Nội chiến Libya 2011, Sirt là một thành trì của những người ủng hộ Gaddafi. Ngày 5 tháng 3, lực lượng nổi dậy Gaddafi nói rằng họ chuẩn bị chiếm được thành phố. Tuy nhiên, ngày 6 tháng 3, quân nổi dậy đã thất bại và bị đẩy ra xa về phía đông.

## Giao thông

### 2008
- Tập đoàn Xây dựng đường sắt Trung Quốc đã trúng gói thầu trị giá 2.6 tỷ đô la ở Libya để xây dựng tuyến đường sắt từ tây sang đông dọc theo bờ biển dài 352 km (219 mi) bắt đầu ở Al Khums đến Sirt và một tuyến thứ 2 dài 800 km (500 mi) nhằm vận chuyển sắt từ khu mỏ ở thành phố miền nam Sabha đến Misrata.[4]

## Văn hoá
Viện Đại học Al-Tahadi toạ lạc tại Sirt với 13 phân khoa, bao gồm cả Luật và Y khoa. 